# 鶴間 (大和市)

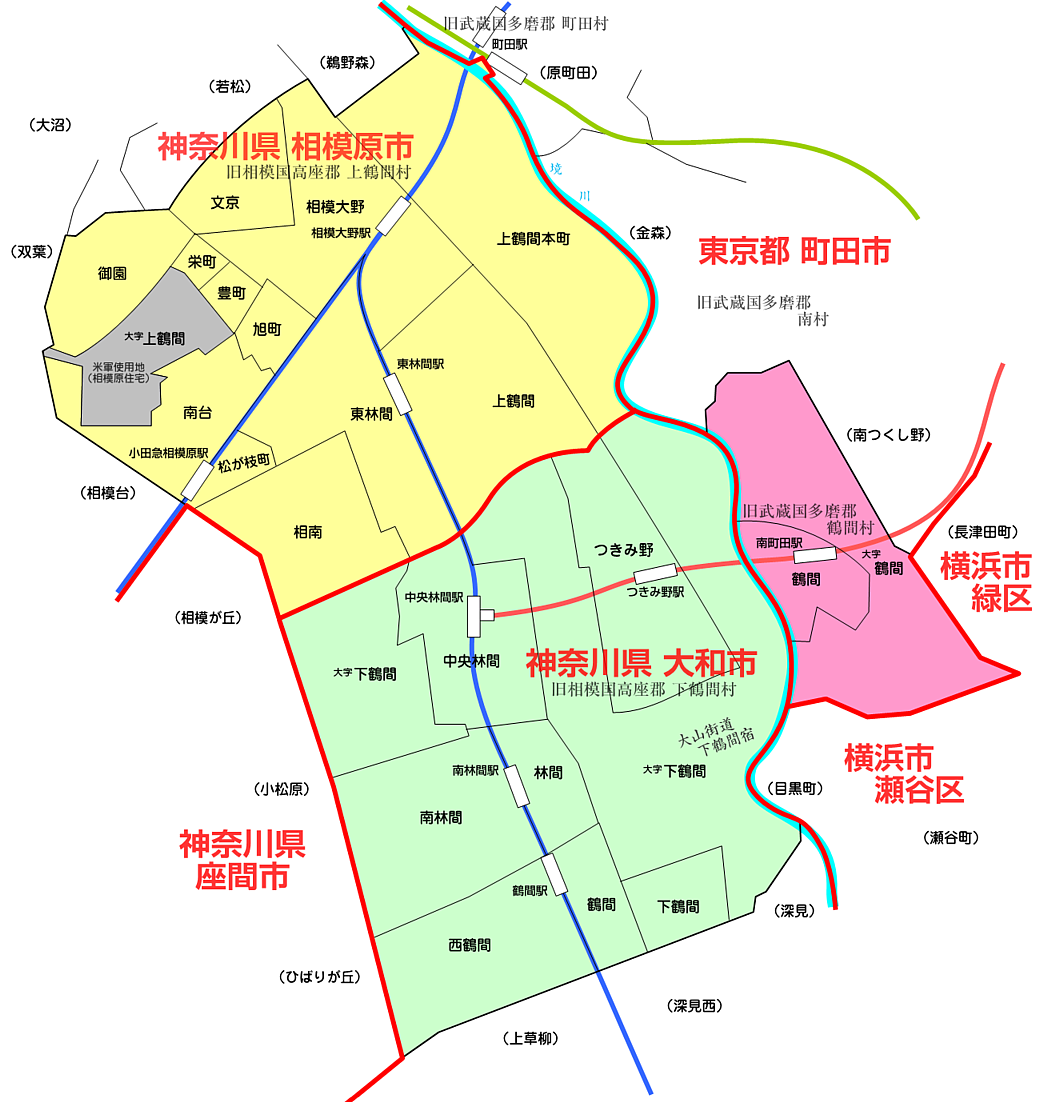
鶴間村・上鶴間村・下鶴間村周辺の現在の区画。地区分割や編入も繰り返されているため、江戸時代の区域とは必ずしも一致しない。

鶴間（つるま）は、神奈川県大和市の地名。現行行政地名は鶴間一丁目及び鶴間二丁目。住居表示は、全域で実施済。

## 地理
鶴間駅東側を成す。東は下鶴間、西は西鶴間、南は深見西、北は林間と接している。

## 歴史
明治初期まで相模国高座郡下鶴間村に属していた。住居表示の実施により新たに新町名が設置された際下鶴間から分割された。

### 地名の由来
名前の由来はかつて鶴が飛来したという「鶴舞の里」から。下鶴間村は大山道の宿場町として、鶴間村（現在の町田市鶴間）は鎌倉街道や絹の道の宿場町として賑わったとされる。この名称が現在の大和市・相模原市・町田市にまたがる汎称地名となり、各地域の名称に採用されている（他の地域については「鶴間」を参照）。

### 沿革
- 1889年 - 高座郡鶴見村の一部。
- 1891年 - 高座郡大和村の一部。
- 1943年 - 高座郡大和町の一部。
- 1959年 - 大和市に所属

## 世帯数と人口
2021年（令和3年）10月1日現在（大和市発表）の世帯数と人口は以下の通りである。
| 丁目       | 世帯数    | 人口    |
| ---------- | --------- | ------- |
| 鶴間一丁目 | 1,830世帯 | 3,635人 |
| 鶴間二丁目 | 1,694世帯 | 3,272人 |
| 計         | 3,524世帯 | 6,907人 |

### 人口の変遷
国勢調査による人口の推移。
| 年                 | 人口  |
| ------------------ | ----- |
| 1995年（平成7年）  | 4,677 |
| 2000年（平成12年） | 4,903 |
| 2005年（平成17年） | 5,920 |
| 2010年（平成22年） | 6,434 |
| 2015年（平成27年） | 6,879 |
| 2020年（令和2年）  | 6,895 |

### 世帯数の変遷
国勢調査による世帯数の推移。
| 年                 | 世帯数 |
| ------------------ | ------ |
| 1995年（平成7年）  | 2,074  |
| 2000年（平成12年） | 2,161  |
| 2005年（平成17年） | 2,634  |
| 2010年（平成22年） | 2,990  |
| 2015年（平成27年） | 3,255  |
| 2020年（令和2年）  | 3,491  |

## 事業所
2021年（令和3年）現在の経済センサス調査による事業所数と従業員数は以下の通りである。
| 丁目       | 事業所数  | 従業員数 |
| ---------- | --------- | -------- |
| 鶴間一丁目 | 128事業所 | 1,113人  |
| 鶴間二丁目 | 99事業所  | 863人    |
| 計         | 227事業所 | 1,976人  |

### 事業者数の変遷
経済センサスによる事業所数の推移。
| 年                 | 事業者数 |
| ------------------ | -------- |
| 2016年（平成28年） | 248      |
| 2021年（令和3年）  | 227      |

### 従業員数の変遷
経済センサスによる従業員数の推移。
| 年                 | 従業員数 |
| ------------------ | -------- |
| 2016年（平成28年） | 1,592    |
| 2021年（令和3年）  | 1,976    |

## 交通

### 鉄道
- 小田急江ノ島線鶴間駅

### バス
- 神奈川中央交通/大和市コミュニティバス
  - 鶴間駅東口、鶴間二丁目、オークシティ前停留所

### 道路
- 大山街道（矢倉沢往還）

## 学区
出典
| 丁目  | 番地                                    | 小学校               | 中学校             |
| ----- | --------------------------------------- | -------------------- | ------------------ |
| 1丁目 | 27番12号の『L・ヴィアーレシティ』を除く | 大和市立大和小学校   | 大和市立大和中学校 |
| 1丁目 | 27番12号の『L・ヴィアーレシティ』のみ   | 大和市立大野原小学校 | 大和市立大和中学校 |
| 2丁目 | 全域                                    | 大和市立林間小学校   | 大和市立鶴間中学校 |

## 施設
行政
- 大和市保健福祉センター
- 大和市勤労福祉会館
- 防衛省南関東防衛局座間防衛事務所

商業
- クリエイトSD 大和店

## その他

### 日本郵便
- 郵便番号 : 242-0004[3]（集配局 : 大和郵便局[15]）。